# Anestis Kourmpetis
Anestis Kourmpetis (griechisch Ανέστης Κουρμπέτης [kurˈbɛtis], * 9. September 1988 in Athen) ist ein griechischer Radrennfahrer.
Kourmpetis fuhr auf der Straße 2009 und 2010 bei dem griechischen Continental Team SP. Tableware-Gatsoulis Bikes. In seinem ersten Jahr dort belegte er den vierten Platz bei der Aegina Tour, wurde Dritter bei einem Rennen auf den Hymettos und er wurde griechischer Meister im Mannschaftszeitfahren. Diesen Meisterschaftserfolg konnte er 2010 wiederholen.

## Erfolge
2009
- Griechischer Meister – Teamzeitfahren (mit Pavlos Chalkiopoulos, Iosif Dalezios und Alexandros Mavridis)

2010
- Griechischer Meister – Teamzeitfahren (mit Pavlos Chalkiopoulos, Konstantinos Papoutsas und Neofytos Sakellaridis-Mangouras)

## Teams
- 2009 SP. Tableware-Gatsoulis Bikes
- 2010 SP Tableware